# Тюркски езици
Тюркските езици представляват езиково семейство, включващо повече от тридесет езика, говорени в широк географски ареал: от Източна Европа и Средиземно море до Сибир и западната част на Китай. Тюркските езици се разглежат и като езикова група принадлежаща към алтайското езиково семейство.
Тюркските езици се говорят около 155 милиона души и са седмото по големина езиково семейство в света (след индоевропейските, синотибетските, конго-нигерските, афроазиатските, австронезийските и дравидските езици). Броят на говорещите тюркски езици най-вероятно ще се увеличава в следващите десетилетия.
Повечето тюркски езици си приличат много във фонетиката, морфологията и синтаксиса, макар че има някои изключения (чувашки, халаджки, якутски). Носители на различни тюркски езици могат да се разберат взаимно в различна степен, особено ако езиците им спадат към един клон. Голямата степен на подобие затруднява класификацията на тюркските езици, понеже съществуват и преходни диалекти. По политически причини понякога се създават изкуствени граници между езиците, а по исторически причини понякога някои езици възникват като смесени езици и е трудно да се определи към кой клон принадлежат.
Тюркските езици са разпространени в Източна и Югоизточна Европа, и в Западна, Средна и Северна Азия. Напоследък заради миграцията на турци в Западна Европа се разпространяват и там. Най-големите езици са:
- турският – 83 милиона, в Турция, Балканите, Западна Европа, Близкия изток;
- азербайджанският – 31 милиона, в Азербайджан, Иран, Русия;
- узбекският – 23 милиона, в Узбекистан, Таджикистан, Киргизия, Казахстан, Афганистан, Туркменистан и Китай;
- казахският – 9 милиона, в Казахстан, Китай, Монголия;
- уйгурският – 8 милиона, в Китай, Узбекистан, Казахстан и Киргизстан;
- туркменският – 6,8 милиона, в Туркменистан, Иран, Афганистан;
- татарският – 6 милиона в европейска Русия, Азербайджан, Узбекистан, Таджикистан, Казахстан и Киргизстан;
- киргизкият – 3,7 милиона, в Киргизия, Казахстан, Китай;
- башкирският – 2,2 милиона, в европейска Русия;
- чувашкият – 1,8 милиона, в европейска Русия;
- кашкайският – 1,5 милиона в иранските области Фарс и Хузестан.

Хазарският, тюрко-аварският и прабългарският език са мъртви езици. Поради липса на езиков материал от хазарски, тюрко-аварски и прабългарски език, биват причислени към огурската група.
Някои тюркски езици са застрашени от изчезване, понеже се говорят предимно от възрастни хора. Пряко застрашени от изчезване са долганският и тофаларският в Сибир, или-тюркският и айнският език в Китай, чулимският език в Алтай.

## Лексикални особености
С изключение на чувашки и някои сибирски езици, тюркските езици имат много близък речников състав.
Сравнение на някои общи понятия
| български | пратюркски | турски   | азербайджански | туркменски | татарски | казахски | узбекски | уйгурски | чувашки |
| --------- | ---------- | -------- | -------------- | ---------- | -------- | -------- | -------- | -------- | ------- |
| майка     | *ana       | anne/ana | ana            | ene        | ana      | ана      | ана      | ана      | анне    |
| нос       | *burun     | burun    | burun          | burun      | burın    | мұрың    | бурун    | бурун    | -       |
| ръка      | *qol       | kol      | qol            | qol        | qol      | қол      | қўл      | кол      | -       |
| път       | *jo:l      | yol      | jol            | ýol        | jol      | жол      | ѝўл      | ёл       | çул     |
| дебел     | *semir2    | semiz    | semiz          | simyz      | semiz    | семіз    | семиз    |          | самăр   |
| земя      | *torpaq    | toprak   | torpaq         | topraq     | tupraq   | топырақ  | тўпроқ   | тупрақ   | тăпра   |
| кръв      | *qian      | kan      | qan            | gan        | qan      | қан      | қол      | қан      | юн      |
| пепел     | *kül       | kül      | kül            | köl        | kül      | күл      | қўл      | қөл      | кĕл     |
| вода      | *sıb       | su       | su             | suw        | sıw      | су       | сув      | су       | шыв     |
| бял       | *aq        | ak       | ağ             | ak         | aq       | ақ       | оқ       | ақ       | -       |
| черен     | *qara      | kara     | qara           | garä       | qara     | қара     | қора     | қара     | хура    |
| червен    | *qır2ıl    | kızıl    | qızıl          | gyzyl      | qızıl    | қызыл    | қизил    | қизил    | хĕрлĕ   |
| син/небе  | *kö:k      | gök      | göy            | gök        | kük      | көк      | кўк      | көк      | кăвак   |

## Географска класификация
Тюркските езици могат да бъдат разделени на шест клона по географски признак  Архив на оригинала от 2011-04-08 в Wayback Machine.:
1. Югозападни – Огузки тюркски
  - Западноогузска група: турски, гагаузки и азербайджански
  - Източноогузска група: туркменски език и хорасански тюркски
  - Южноогузска група: включва някои ирански диалекти (кашкайски, сонкорийски, айналуски и др.) и един афганистански (афшарски)
2. Северозападни – Кипчакски тюркски
  - Западнокипчакска група, включваща кумикски, карачаево-балкарски, кримскотатарски и караимски.
  - Севернокипчакска или волго-уралска група включваща: татарски и башкирски. Сибирските татарски езики (тура, бараба, томски, тюменски, ишимски, иртишки, тоболски, тара и др.) са отчасти с различен произход
  - Южнокипчакска или арало-каспийска група включваща казахски, каракалпакски, кипчапски узбекски и ногайски език.
3. Югоизточни – Карлукски езици
  - Съвременен узбекски и различните му диалекти, например огузки узбекски
  - Съвременен уйгурски, таранчи и различните източни тюркски диалекти като кашгарски, яркандски, хотански, керя, черчен, аксу, кума, турфански, и др.
4. Североизточни – Сибирски тюркски
  - Северосибирска група включваща якутски (саха) и долгански
  - Разнородната южносибирска група включваща следните подгрупи:
    - Саянска тюркска група – тувински (сойот, урянхай) и тофаларски (карагас);
    - Енисейска тюркска груха – хакаски, шорски, както и други диалекти като сагай каца и кизил;
    - Чулимска тюркска група – диалекти като кюерик;
    - Алтайска тюркска група – алтайски език (ойрот) и диалекти като туба, куманда, ку, телеут, теленгит
5. Огурски тюркски
  - чувашки език
  - прабългарски език
6. Халаджки език

Една от основните трудности, срещани при класификацията на различните тюркски езици и диалекти, е въздействието на съветските и особено сталинистките национални политики – създаването на нови национални граници, потискането на езици и писмености и масови изселвания – са имали върху етническия състав на културни кръстопътища като Хива, Хорезмия, Ферганската долина и Кавказ. Много от изброените класификации поради това не са общоприети нито в детайли, нито в общи линии. Друг често разискван проблем е влиянието на пантюркизма и зараждащия се национализъм в новообразуваните средноазиатски републики върху схващанията за етнически подразделения.
В по-нови времена лингвистите са склонни да разделят старата урало-алтайска езикова група на две. Тюркските езици сега се определят като по-близки до корейския, японския, тунгусо-манджурските и монголските езици, но са отделени от уралските езици.

## Фонетична класификация
Освен географска класификация, има и фонетична класификация на тюркските езици:
- Огурските езици се различават от останалите по употребата на [р] вместо [з] и [л] вместо [ш] (ротацизъм/зетацизъм и ламбдаизъм/сигматизъм). Това се наблюдава в единствения жив език от този клон, чувашкия, напр. хĕр вм. пратюркски *kyz (дъщеря), както и в някои прабългарски думи шаран вм. тур. sazan. Съществуват и прабългарски думи, които са по-близки до чувашкия, отколкото до общотюркския вариант напр. корем, чувашки хырăм, пратюркски *qaryn, което дава [-n] в останалите езици. Трябва да се отбележи обаче, че и в турския има следи от ротацизъм, т.е. редуване на [з] и [р], напр. göz (око) – görmek (виждам).
- Междинната съгласна в пратюркската дума *adaq (крак) се запазва в източния клон: adaq (тувински), ataχ (якутски), но дава [j] в останалите езици ayaq. Халаджкият (hadaq) е изключение и се причислява към групата аргу.
- Огузките езици се различават по загубата на начално [γ] в сричката, напр. тур. kalan вм. *qalγan (останал).
- Загубата на крайното [g] дели езиците на севернозападни и югоизточни, напр. уйгурски taγliq вм. татарски tawlı (планински).